# Scout Taylor-Compton
Scout Taylor-Compton (Long Beach, California, Estados Unidos, 21 de febrero de 1989), nacida como Desariee Starr Compton, es una actriz y cantante estadounidense. Conocida por actuar en numerosos pequeños papeles tanto en televisión como en películas que van desde dramas a las del género de terror. Sus papeles más notables incluyen a Laurie Strode en las películas de terror Halloween (2007) y Halloween II (2009), así como Lita Ford en la película The Runaways (2010). 
Además de tomar clases de canto, y cantar la banda sonora para su película Chicken Night (2001), Compton lanzó su primer álbum de rock/pop. Scout ha prestado su voz en películas como: The Core (2003) & El diario de la princesa 2 (2004).

## Biografía
Compton nació en Long Beach, California y es de ascendencia mexicana por parte de su madre. Su padre es un empresario de pompas fúnebres. Compton explicó sobre la profesión de su padre: 

"Me crie en ese género, visitaba a mi padre en la morgue. No tengo ningún problema con eso [..] si se trataba de un ataúd o mi padre llevando su trabajo a casa."

Previo a la actuación, Compton había sido una nadadora competitiva y tenía planes de participar en AAU Junior Olympics. Le gusta el voleibol, la danza, la gimnasia y el patinaje sobre ruedas, y tiene varias mascotas.
En la mañana del 12 de agosto de 2005, Compton desapareció de su hogar en Apple Valley, California y fue reportada como desaparecida después de un desacuerdo familiar aparentemente. Estuvo desaparecida durante dos semanas. Scout había estado durmiendo en un parque antes de conocer a una familia que le ofreció refugio. Después, un entrenador de la escuela de Granite Hills High School le dijo a la policía que uno de sus estudiantes había estado diciendo que tenía a una actriz en su hogar, Compton se encontraba en un buen estado de salud, y no hubo informes de actividad criminal en el tiempo en el que estuvo desaparecida. En ese momento se había teñido el pelo de negro y se escondió cuando los agentes llegaron al lugar, pero volvió pronto con sus padres después de hablar con un oficial. Desde ese momento, Scout fue educada en casa con un promedio de 4.0 en sus calificaciones.
Le gusta las películas de terror, especialmente los personajes Michael  Myers Jason Voorhees y Chucky. Afirmó que es una fan de la actriz Danielle Harris, con quien más tarde coincidirían en remake de Halloween y su secuela, y por separado en papeles en Embrujadas.

## Carrera

### Actuación
En 1998, Compton comenzó su carrera como actriz con su actuación en la película A.W.O.L. con David Morse, y más tarde en el cortometraje Thursday Afternoon.  Luego Scout pasó a tener pequeños papeles en televisión y cine como en Ally McBeal, ER,  Frasier, The Guardian y The Division, además apareció en varias películas universitarias, en comerciales para Fujifilm y Disney Cruise Line, y varios sketches en El Show de Jay Leno.
En noviembre de 2000 Scout hizo su debut en los escenarios con el personaje principal en una producción de Annie Warbucks en el teatro Grove en Upland, California, y una puesta en escena de Footloose en Simi Valley Cultural Arts Center.
En 2001 tuvo un papel recurrente como Clara Forrester, la hermana menor de Dean Forrester (Jared Padalecki) en la serie de televisión Gilmore Girls, Compton aparecería en un total de cuatro episodios hasta 2004. Por esta actuación fue nominada en la categoría Mejor actuación en una serie de TV - Actriz joven recurrente en los premios Young Artist Awards. Scout realizó un personaje cómico en la película Four Fingers of the Dragon (2003), en ese momento, aunque ella no lo supiera, se estaba dando una audición a sí misma para luego verse en un papel en la película de ficción Kung Fu. Más tarde, en 2004, apareció en la comedia adolescente Sleepover, el cual fue su primer gran papel de Hollywood en una película. El elenco de la película fue nominado en la categoría Mejor elenco en los premios Young Artist Awards. Sleepover, fue mediocre en la taquilla, por un total de recaudación bruto de $ 9.436.390. Después de esta película, Scout apareció en numerosas series de televisión incluyendo Hidden Howie, Unfabulous, Cold Case, Es tan Raven, Charmed, y Without a Trace (en la que interpretaba a una adolescente fuera de control).
En 2006 apareció en la película The Honeyfields. Ese año también protagonizó el drama Tomorrow is Today y el film de terror Today features. En Tomorrow is Today interpreta a Julie Peterson, una chica que le salva la vida a un vagabundo desafortunado del cual se hace amiga. La película ganó más de seis premios en varios festivales que incluyen el Festival de Cine Independiente de California, el Festival de Cine de Garden State y el Rhode Island International Film Festival. Compton ganó Mejor actriz por su actuación en la película, en el Method Fest Independent Film Festival. A raíz de esta película, Scout apareció en la serie de televisión Standoff and Close to Home.
En 2007, Compton apareció en la película An American Crime, que contó la verdadera historia de los suburbios de una ama de casa de Gertrude Baniszewski, quien había mantenido una adolescente encerrada en el sótano de su casa de Indiana durante los años 60. Ese mismo año, después de perder el papel protagonista en la película de los hermanos Pang, The Messengers con Kristen Stewart, Compton regresó al género de terror como Laurie Strode en Halloween: Remake de Rob Zombie del clásico de Halloween. Ella sufrió un proceso de audición largo, pero el director explicó: 

"Scout era mi primera opción, había algo en ella que tenía una verdadera calidad"

La remake de Halloween se sitúa actualmente como el más alto de la película más taquillera de la franquicia global de Halloween. Sin embargo, recibió una mayoría de opiniones negativas, con un 27% en Rotten Tomatoes. Halloween II, secuela también dirigida por Rob Zombie, se estrenó el mismo día que Destino final 4, otra película de terror de alto perfil, y por ello, tuvo decepcionantes en los ingresos de taquilla como resultado.
Compton también protagonizó la película para televisión Love's Unfolding Dream que se estrenó el 24 de noviembre de 2007. También apareció en The Governor's Wife con Marilu Henner. Ella protagonizó April Fool's Day, una adaptación de la película de 1986 del mismo nombre, que fue filmada en Carolina del Norte, con un lanzamiento en DVD el 25 de marzo de 2008. Scout tiene otra película de terror en la producción, Murder World (2009) en el que ella tuvo un papel como Carrie Lain.
En 2009 se pudo ver a Compton junto a Helen Mirren y Joe Pesci en la película Love Ranch, que narra hechos reales que giran en torno a un matrimonio que monta el primer burdel legal en Nevada. Luego, se convirtió en una estrella en la película Obsessed, junto a Beyonce Knowles.
En enero de 2010, Compton brevemente, a través de su cuenta de YouTube, da a entrever la posibilidad de que aparecería en Halloween III, una segunda secuela de Rob Zombie de Halloween: remake (2007).  Más tarde Tom Atkins, declaró en una entrevista que él y Scout iban a realicar la película juntos. En el mismo año apareció en la película The Runaways, donde interpretó a Lita Ford, una guitarrista que era miembro de la banda The Runaways. El reparto lo completan Kristen Stewart, quien interpreta a la legendaría Joan Jett y Dakota Fanning como Cherie Currie, entre otras.
Actualmente está representada por la Agencia Gersh.

### Música
En 2003, Scout tomó clases de canto con Diane Gillespie y Vocal Power Institute. Compton había optado por la guitarra, los tambores y las lecciones de teclado. Scout toca la batería desde 2003. Fue miembro de un grupo de teatro llamado "Shenanigans", donde actuó y tomó clases semanales de Tap y Jazz. También asistió a la Academia de Hollywood Pop para entrenamiento vocal adicional. 
Campton cantó el tema "Jet Set" para su película Chicken Night (2001).
Mientras se encontraba en el set de filmación de Halloween (2007), Compton había recibido algunas sugerencias, del director Rob Zombie, para que afronte una banda y continúe su carrera de cantante.
Scout ha declarado que el canto es un proyecto paralelo: 

"Es sólo un poco de talento que tengo, y si se da la oportunidad entonces voy a hacer eso, pero no voy a renunciar a la actuación."

Compton tiene cinco canciones que pueden ser escuchados en su perfil Garageband.com (enlace roto disponible en Internet Archive; véase el historial, la primera versión y la última). oficial. Todas las canciones fueron grabadas y publicadas para escuchar en 2005. Las canciones que aparecen son "Bad Girl", la primera canción que escribió con ERA Producciones, "Waiting for the Heartbreak" y "Where Do We Go", escrita con Vitamina C, "Freak Show", escrita por Adam Alvermark y producido por ella misma, junto con ERA Producciones, su quinto sencillo lleva el nombre de "Words".
Actualmente Scout se encuentra trabajando en su álbum debut de Rock/Pop en el cual cantara y tocará la batería. Ella cita a Cyndi Lauper, Gwen Stefani, Madonna, Kelly Osbourne y a la banda Green Day como sus influencias musicales. Taylor-Compton ha estado trabajando con ERA Producciones y con Vitamina C.

### Otros trabajos
En 1998, Scout apareció en el vídeo musical de The Adventures of Lily, "Femme Fatale". En 2001, es la voz en off de I am Sam. Su voz también fue utilizada para The Core (2003) y El diario de la princesa 2 (2004). En año siguiente promocionó la voz en la comedia de héroes adolescentes Sky High.
En 2002 apareció brevemente en el vídeo musical de Will Smith por la canción "Black Suits Comin (Nod Ya Head)" para la banda sonora de la película Hombres de negro II. También apareció en el vídeo musical de la canción "Sweet Valentine" para la banda sonora de Born the Sky (2007). 
También había modelado para la marca de ropa juvenil Limited Too y para los servicios de telefonía celular Sprint PCS.

## Vida privada
Scout Compton es fanática de la princesa de Disney, La sirenita, la cual aparece retratada en un tatuaje en su muñeca izquierda. Además de este cuenta con otros seis tatuajes. 
Compton se encuentra involucrada en obras de caridad, participando como un miembro joven celebridad de Kids with a Cause y participa en eventos para la organización.
Scout es gran amiga de su coprotagonista en The Runaways, Kristen Stewart.

### Relaciones
Scout tuvo una relación que duró aproximadamente entre 5 y 6 años con Andy Biersack vocalista de Black Veil Brides, se dice que su romance empezó desde 2005, cuando ella tenía 16 y él 14 y terminó a finales de 2010. Para su cumpleaños 20, Andy cantó frente a Scout y unos amigos The Mortician's Daughter una canción que escribió sobre ella.
Mantuvo una relación amorosa con Samuel Larsen, el ganador de The Glee Project, desde septiembre de 2011 hasta febrero de 2013.

## Filmografía

### Cine
| Año  | Título                               | Rol                   | Notas        |
| ---- | ------------------------------------ | --------------------- | ------------ |
| 1998 | Thursday Afternoon                   |                       | Cortometraje |
| 1998 | 6/29                                 | Chica #2              | Cortometraje |
| 2001 | A Window That Opens                  | Katherine Jane        | Cortometraje |
| 2001 | Chicken Night                        | Penny                 | Cortometraje |
| 2003 | 7 Songs                              | Molly                 |              |
| 2003 | Afterschool Delight                  | Scout                 | Cortometraje |
| 2004 | El sueño de mi vida                  | Tiffany               |              |
| 2004 | Sleepover                            | Farrah                |              |
| 2006 | The Honeyfields                      | Mary Beth             | Cortometraje |
| 2006 | Tomorrow Is Today                    | Julie Peterson        |              |
| 2006 | Wicked Little Things                 | Sarah                 |              |
| 2006 | A.W.O.L.                             | PTA Kid               | Cortometraje |
| 2007 | An American Crime                    | Stephanie Baniszewski |              |
| 2007 | Halloween                            | Laurie Strode         |              |
| 2008 | April Fool's Day                     | Torrence Caldwell     |              |
| 2009 | Love First Hiccup                    | Anya                  |              |
| 2009 | Obsessed                             | Samantha              |              |
| 2009 | Smile Pretty                         | Nasty                 |              |
| 2009 | Halloween II                         | Laurie Strode         |              |
| 2009 | Life Blood                           | Carrie Lane           | Video        |
| 2010 | The Runaways                         | Lita Ford             |              |
| 2010 | Love Ranch                           | Christina             |              |
| 2010 | Triple Dog                           | Liza                  |              |
| 2010 | Underground Entertainment: The Movie | Scouty                | Documental   |
| 2011 | 247°F                                | Jenna                 |              |
| 2012 | The Silent Thief                     | Elise Henderson       |              |
| 2012 | Someone Like You                     | Courtney              | Cortometraje |
| 2013 | Wet And Reckless                     | Sonya 'Turbo'         |              |
| 2014 | 7500                                 | Jacinta               |              |
| 2014 | Tag                                  | Rae                   |              |
| 2014 | The Guilty Innocent                  | Stacey                |              |
| 2015 | Devolver al remitente                | Crystal               |              |
| 2021 | Apache Junction                      | Annabelle Angel       |              |

### Televisión
| Año       | Título                         | Rol                              | Notas                                              |
| --------- | ------------------------------ | -------------------------------- | -------------------------------------------------- |
| 2000      | Ally McBeal                    | Joven Georgia                    | Serie de televisión: 1 episodio                    |
| 2000-2006 | Charmed                        | Fairy Fairy                      | Serie de televisión: 8 episodios                   |
| 2001      | ER                             | Liz Woodman                      | Serie de televisión: 1 episodio (Escena eliminada) |
| 2001-2004 | Gilmore Girls                  | Clara Forester                   | Serie de televisión: 5 episodios                   |
| 2003      | Frasier                        | Gym Girl                         | Serie de televisión: 1 episodio                    |
| 2003      | The Lyon's Den                 | Chica Fenderson                  | Serie de televisión: 1 episodio                    |
| 2003-2004 | The Guardian                   | Tiffany Skovich / Sharon Diamond | Serie de televisión: 2 episodios                   |
| 2004      | The Division                   | Katrina 'Trina' Merril           | Serie de televisión: 1 episodio                    |
| 2004      | Class Actions                  | Lydia Harrison                   | Película para televisión                           |
| 2004-2005 | Unfabulous                     | Molly - The 'U'                  | Serie de televisión: 2 episodios                   |
| 2005      | Hidden Howie                   | Madison, novia de Jackson        | Serie de televisión                                |
| 2005      | Cold Case                      | Leah 1993                        | Serie de televisión: 1 episodio                    |
| 2005      | That's So Raven                | Lauren Parker                    | Serie de televisión: 1 episodio                    |
| 2006      | Sin rastro                     | Emily Grant                      | Serie de televisión: 1 episodio                    |
| 2006      | Standoff                       | Tina Bolt                        | Serie de televisión: 1 episodio                    |
| 2007      | Close to Home                  | Grace Hendricks                  | Serie de televisión: 1 episodio                    |
| 2007      | Bones                          | Celia Nash                       | Serie de televisión: 1 episodio                    |
| 2007      | Love's Unfolding Dream         | Belinda Tyler                    | Película para televisión                           |
| 2008      | The Governor's Wife            | Hayley Danville                  | Película para televisión                           |
| 2010      | CSI: Crime Scene Investigation | Renata Clarke                    | Serie de televisión: 1 episodio                    |
| 2010      | NCIS: Los Ángeles              | Angela Rush                      | Serie de televisión: 1 episodio                    |
| 2010      | Chase                          |                                  | Serie de televisión: 1 episodio                    |
| 2011      | CSI: New York                  | Emmy Thomas                      | Serie de televisión: 1 episodio                    |
| 2011      | Breakout Kings                 | Starla Roland                    | Serie de televisión: 1 episodio                    |
| 2012      | Grey's Anatomy                 | Angie                            | Serie de televisión: 1 episodio                    |
| 2015-2016 | Nashville                      | Erin                             | Serie de televisión, 7 episodios                   |

## Otros trabajos

### Vídeos
| Año  | Título                           | Artista                 |
| ---- | -------------------------------- | ----------------------- |
| 2001 | Femme Fatale                     | The Adventures of Lily  |
| 2002 | Black Suits Comin' (Nod Ya Head) | Will Smith ft. TRÂ-Knox |
| 2007 | Sweet Valentine                  | Born The Sky            |

## Premios y nominaciones
| Año  | Premio              | Categoría                                                    | Título                                                                                                 | Resultado |
| ---- | ------------------- | ------------------------------------------------------------ | --- | --------- |
| 2004 | Young Artist Awards | Mejor actuación en una serie de TV - Actriz joven recurrente | Gilmore Girls                                                                                          | Nominada  |
| 2005 | Young Artist Awards | Mejor elenco                                                 | Sleepover (Compartido con Sean Faris, Hunter Parrish, Sara Paxton, Evan Peters, Douglas Smith y 6 más) | Nominada  |
| 2005 | Young Artist Awards | Mejor actuación en una serie de TV - Actriz joven recurrente | The Guardian                                                                                           | Nominada  |
| 2007 | Method Fest         | Mejor actriz                                                 | Tomorrow Is Today                                                                                      | Ganadora  |